# Giuditta di Schweinfurt
Giuditta di Schweinfurt (in ceco Jitka ze Schweinfurtu; Schweinfurt, 1003 – Znojmo, 2 agosto 1058) è stata una nobile boema, principessa di Baviera, duchessa consorte di Boemia e regina consorte d'Ungheria.

## Biografia
Giuditta di Schweinfurt nacque a Schweinfurt; i suoi genitori erano Enrico di Schweinfurt e Gerberga di Gleiberg.
Giuditta fu la duchessa di Boemia dal 1034 fino al 1055. Si sposò con il duca Bretislao I (dopo essere stata rapita da quest'ultimo) il 7 luglio del 1021 con cui ebbe 5 figli e 3 figlie. Alla morte del duca nel 1055, fu espulsa dalla Boemia per ordine del figlio primogenito Spytihniv. Si stabilì in Ungheria con il figlio minore Vratislao e si sposò con il re Pietro Orseolo d'Ungheria.
Morì il 2 agosto 1058 e fu sepolta nella cattedrale di San Vito a Praga.

## Ascendenza
|                         |                 |                                       | Genitori               |  |  | Nonni |  |  | Bisnonni |  |  | Trisnonni |  |
|                         |                 |                                       |                        |  |  |       |  |  | …        |  |  | …         |  |
|                         |                 |                                       |                        |  |  |       |  |  | …        |  |  | …         |  |
|                         |                 | …                                     |                        |  |  |       |  |  | …        |  |  |           |  |
| Bertoldo di Schweinfurt |                 |                                       |                        |  |  |       |  |  | …        |  |  |           |  |
|                         |                 | …                                     | …                      |  |  |       |  |  |          |  |  |           |  |
|                         |                 | …                                     | …                      |  |  |       |  |  |          |  |  |           |  |
|                         |                 | …                                     | …                      |  |  |       |  |  |          |  |  |           |  |
| Enrico di Schweinfurt   |                 | …                                     |                        |  |  |       |  |  |          |  |  |           |  |
|                         |                 | Lotario II di Walbeck                 | Lotario I di Walbeck   |  |  |       |  |  |          |  |  |           |  |
|                         |                 | Lotario II di Walbeck                 | Lotario I di Walbeck   |  |  |       |  |  |          |  |  |           |  |
|                         |                 | Lotario II di Walbeck                 | …                      |  |  |       |  |  |          |  |  |           |  |
| Eilika di Walbeck       |                 | Lotario II di Walbeck                 |                        |  |  |       |  |  |          |  |  |           |  |
|                         |                 | Matilde di Arneburg                   | Bruno di Arneburg      |  |  |       |  |  |          |  |  |           |  |
|                         |                 | Matilde di Arneburg                   | Bruno di Arneburg      |  |  |       |  |  |          |  |  |           |  |
|                         |                 | Matilde di Arneburg                   | Frideruna              |  |  |       |  |  |          |  |  |           |  |
| Giuditta di Schweinfurt |                 | Matilde di Arneburg                   |                        |  |  |       |  |  |          |  |  |           |  |
|                         | Odo di Wetterau | Gebeardo di Lotaringia                |                        |  |  |       |  |  |          |  |  |           |  |
|                         | Odo di Wetterau | Gebeardo di Lotaringia                |                        |  |  |       |  |  |          |  |  |           |  |
|                         | Odo di Wetterau | Ida di Grabfeld                       |                        |  |  |       |  |  |          |  |  |           |  |
| Eriberto di Wetterau    | Odo di Wetterau |                                       |                        |  |  |       |  |  |          |  |  |           |  |
|                         |                 | una figlia di Erberto I di Vermandois | Pipino I di Vermandois |  |  |       |  |  |          |  |  |           |  |
|                         |                 | una figlia di Erberto I di Vermandois | Pipino I di Vermandois |  |  |       |  |  |          |  |  |           |  |
|                         |                 | una figlia di Erberto I di Vermandois | …                      |  |  |       |  |  |          |  |  |           |  |
| Gerberga di Gleiberg    |                 | una figlia di Erberto I di Vermandois |                        |  |  |       |  |  |          |  |  |           |  |
|                         |                 | Megingaudo di Gheldria                | …                      |  |  |       |  |  |          |  |  |           |  |
|                         |                 | Megingaudo di Gheldria                | …                      |  |  |       |  |  |          |  |  |           |  |
|                         |                 | Megingaudo di Gheldria                | …                      |  |  |       |  |  |          |  |  |           |  |
| Irmtrud di Avalgau      |                 | Megingaudo di Gheldria                |                        |  |  |       |  |  |          |  |  |           |  |
|                         |                 | Gerberga di Lorena                    | Goffredo di Jülich     |  |  |       |  |  |          |  |  |           |  |
|                         |                 | Gerberga di Lorena                    | Goffredo di Jülich     |  |  |       |  |  |          |  |  |           |  |
|                         |                 | Gerberga di Lorena                    | Ermentrude             |  |  |       |  |  |          |  |  |           |  |
|                         |                 | Gerberga di Lorena                    |                        |  |  |       |  |  |          |  |  |           |  |